# 可錄光碟

可錄光碟標誌

可錄光碟（英語：compact disc-recordable, CD-R）是一种祗供单次錄寫的唯讀記憶光碟。
早期的可錄光碟用銀作塗層，容量只有650MB。後來推出保存期更長、用金作塗層的可錄光碟。不過由於後來金的價格不斷上漲，使生產商想盡辦法製作塗層更薄的碟片。
後來有機化學技術的進展，使可錄光碟可以無需採用金或銀作塗層，而且使較高容量的可錄光碟(700MB)生產更划算。2009年在香港，一般牌子的可錄光碟只需要大約1港元就可以買到，使可錄光碟變得極為普遍。

## 原理
CD-R与CD-ROM的工作原理相同，都是通过激光照射到盘片上的“凹陷”和“平地”其反射光的变化来读取的；不同之处在于CD-ROM的“凹陷”是印制的，而CD-R是由刻录机烧制而成。所以CD刻录盘的存储寿命要低于压製的光盘。视光盘品质而定，一般3-10年左右，光盘就会损坏。CD盘片中加了一层染色层，光盘刻录机的镭射头所发出的光束强度可以随时变化，这样就能改变碟片染料层的状态。镭射光根据数据的不同，在空白的CD盘片上烧出可供读取的的反光点，数据也就被记录。

## 超刻
该行为主要使用NERO等软件进行CD-R的超容量刻录。根据光盘品質的不同，超刻的量也不同。一般的盘片能超刻约20MB。可以在超刻之前对光盘进行测试，测出其的超刻能力。

## 相關
- CD-ROM
- DVD
- DVD播放機
- CD錄播機